# كسأنمي
كان موقع كسانمي (بالإنجليزية: KissAnime)‏ (قبِّل الأنمي) موقع ويب لعرض الوسائط ويركز على الرسوم المتحركة ويستضيف روابط ومقاطع فيديو مضمنة مما يسمح للمستخدمين ببث أو تنزيل الأفلام والبرامج التلفزيونية بشكل غير قانوني مجانًا. ويُعد هذا الموقع موقعًا شقيقًا لموقع عرض المانغا، كسمانغا (بالإنجليزية: KissManga)‏. وُصف الموقع بأنه «واحد من أكبر مواقع وسائط الأنمي في العالم». أفاد موقع تورنت فريك أن هذه المواقع استقبلت الملايين من الزيارات وأن موقع كسانمي كان لبعض الوقت «أكثر مواقع القراصنة زيارة في العالم».

## تاريخ
أُغلاق هذا الموقع، بالإضافة إلى موقع كسمانغا، في 14 أغسطس 2020 بعد حوالي 8 سنوات من التواجد (سُجل موقع الويب بنطاق .com في عام 2012  ونطاق .ru بعد ذلك في عام 2016)، ومن المفترض أن سبب الغلق راجع لشكاوى خرق حقوق النشر وتهديد القوانين اليابانية الجديدة الصارمة بشأن القرصنة عبر الإنترنت [الإنجليزية].
في عام 2017، كان الموقع أيضًا هدفًا لاستدعاء قانوني من شركة فنميشن الأمريكية، والتي وصفت أفعال الموقع بأنها تهدف إلى «شخص ما ... ينشر محتوى مخالفًا على نطاق هائل من أجل الربح».
في عام 2018 حُجب الموقع في أستراليا. وحُظر أيضًا في الهند في عام 2020، إلى جانب مواقع بث القرصنة والتورنت الأخرى، بعد قرار من محكمة دلهي العليا [الإنجليزية] لصالح المدعي، ديزني الهند. نص أمر المحكمة على الحظر "الديناميكي" مما يعني أن ديزني قد تطلب المزيد من الحظر على مواقع الويب التي تنتهك حقوق الطبع والنشر بخلاف تلك المذكورة في المذكرة.

## ردود أفعال
تعرض الموقع لانتقادات لانتهاكه حقوق النشر وأحيانًا للإعلانات الذي تحتوي على برامج ضارة، ولكن أُشيد به لنشره الأنمي والمانغا،  ولإتاحة الوصول إلى محتوى غير متوفر قانونيًا في مناطق معينة، على وجه الخصوص في أجزاء من أوروبا وجنوب شرق آسيا والهند.
أُغلق الموقع الرئيسي (KissAnime.ru) في 14 أغسطس 2020. وأشار أحد المعلقين إلى أن «المستخدمون غاضبون» لأنه «في العديد من البلدان ليس لديهم حقًا مكان يذهبون إليه» لنفس المحتوى الذي استضافه الموقع. وصف معلق آخر النتيجة بأنها «ضربة كبيرة لقرصنة وسائل الإعلام [و] ضربة لتاريخ الأنمي»، مشيرًا إلى أن الموقع كان أيضًا أرشيفًا لعناوين نادرة، مثل الفيديو الأصلي لملاك المعركة [الإنجليزية] عام 1993. يمكن اعتبار العديد من الأعمال التي وُفّرت على الموقع الإلكتروني مفقودة ، حيث لا يقتصر الأمر على عدم توزيع العديد من العناوين بشكل قانوني في العديد من البلدان، ولكن في بعض الحالات، تتوفر فقط على الوسائط المادية، والتي تخضع للتحلل بمرور الوقت، ولا يمكن البث بشكل قانوني في أي مكان في العالم. وعلى الرغم من إغلاق موقع الويب الرئيسي، لا يزال هناك العديد من المرايا الخاصة بالمواقع الأصلية.